# Hvor Sorgerne glemmes
Hvor Sorgerne glemmes è un film muto del 1917 diretto da Holger-Madsen.

## Produzione
Il film fu prodotto dalla Nordisk Film Kompagni.

## Distribuzione
Distribuito dalla Fotorama, uscì nelle sale cinematografiche danesi il 3 settembre 1917. La prima del film si tenne in Spagna, il 5 ottobre 1916.